# 瑙門基
49°48′1″N 34°4′9″E / 49.80028°N 34.06917°E
瑙門基（烏克蘭語：Науменки），是烏克蘭中部的村莊，隸屬波爾塔瓦州的米爾霍羅德區。該村處於戈夫特瓦河右岸，距離澤列涅0.5公里，海拔高度149米，2001年人口83。